# García Jiménez de Cisneros
García Jiménez de Cisneros o García de Cisneros (nacido en Cisneros en 1455 o 1456 y fallecido en Montserrat el 27 de noviembre de 1510) fue un clérigo español, reformador benedictino, abad del Monasterio de Montserrat. Su apellido puede transcribirse también Giménez y Ximénez. Es conocido como el abad Cisneros.

## Biografía
Era hijo de hidalgos de mediana fortuna y primo hermano del cardenal Cisneros. Algunos autores han supuesto que cursó estudios en la Universidad de Salamanca, pero parece poco probable.
Escribió un Exercitatorio de la vida spiritual publicado en 1500.
De él son las reformas de Cisneros, la reforma que García Jiménez acometió en el Monasterio de Montserrat desde su nombramiento como prior el 3 de julio de 1493, tras la anexión del monasterio catalán al de San Benito el Real de Valladolid (donde García había iniciado su vida monástica en 1475), y posteriormente como abad.
No se ha de confundir con su primo, también clérigo, pero mucho más importante históricamente: Francisco Jiménez de Cisneros, franciscano, arzobispo de Toledo, confesor de la reina Isabel la Católica, inquisidor general y regente de Castilla; conocido como el «Cardenal Cisneros».